# Lac Picotine
Pour les articles homonymes, voir Picotine.
Le lac Picotine est un lac situé à Lac-Normand au Québec (Canada). Il est dans la zec du Gros-Brochet.